# Kenwood (Californie)
Pour les articles homonymes, voir Kenwood.
Kenwood est une census-designated place du comté de Sonoma, dans l'État de Californie, aux États-Unis,. En 2020, elle compte une population de 852 habitants.